# Municipio di Oswego
Il Municipio di Oswego (in inglese: Oswego City Hall) è un edificio storico della città di Oswego nello Stato di New York.

## Storia
Il palazzo venne eretto nel 1870 secondo il progetto dell'architetto Horatio Nelson White quale palazzo municipale della città di Oswego.
L'edificio è iscritto nel registro nazionale dei luoghi storici dal 20 febbraio del 1973.

## Descrizione
L'edificio, elevato su due livelli più un piano mansardato, presenta uno stile Secondo Impero, come d'usanza all'epoca negli Stati Uniti nella realizzazione di palazzi municipali. Le facciate sono rivestite in pietra calcarea dell'Onondaga. Il prospetto principale è contraddistinto al centro da una torre dell'orologio che s'innalza al di sopra della copertura del corpo di fabbrica principale.